# Абшерон
Абшерон (на азербайджански: Abşeron Milli Parkı) е национален парк в Азербайджан. Създаден е на 8 февруари 2005 г. със заповед на президента Илхам Алиев, на базата на Природен резерват Абшерон. Обхваща територия от 783 хектара в най-източната част на страната.
Създаден е за опазване на джейран (Gazella subgutturosa), каспийски тюлен (Phoca caspica), мигриращи и зимуващи водолюбиви птици. Природният резерват е създаден през юли 1969 г. Биоразнообразието е сравнително бедно, което се дължи на сухия полупостинен климат. 42,6 % от растителните видове са сухолюбиви. От животинските видове се срещат тръстиков блатар (Circus aeruginosus), голяма бяла чапла (Ardea alba), зеленоглава патица (Anas platyrhynchos), шилоопашата патица (Anas acuta), лиска (Fulica atra), ням лебед (Cygnus olor), сребриста чайка (Larus argentatus), язовец (Meles meles), златист чакал (Canis aureus), лисици и зайци. Част от птиците и бозайниците, които обитават националния парк, са включени в Червената книга на Азербайджан.

## Галерия
- Животински видове в Националния парк
- джейран
- голяма бяла чапла
- ням лебед
- шилоопашата патица
- златист чакал